# 基爾薩諾夫
52°39′N 42°44′E / 52.650°N 42.733°E
基爾薩諾夫（俄语：Кирса́нов）是俄羅斯坦波夫州東部的城市，位於州府坦波夫以東95公里的沃羅納河畔。2002年人口18,506人。
17世紀上半葉建立，以當地首位居民為名。1779年建市。